# (32271) 2000 PH4
2000 PH4 (asteroide 32271) é um asteroide da cintura principal. Possui uma excentricidade de 0.10148880 e uma inclinação de 9.28427º.
Este asteroide foi descoberto no dia 1 de agosto de 2000 por LINEAR em Socorro.